# Monsanto Park

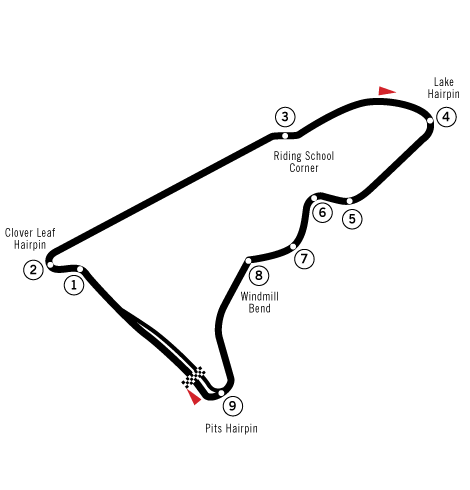
Monsanto Park

A Monsanto Park egy versenypálya volt Portugáliában, Lisszabon mellett. 1959-ben adott otthont a Formula–1 portugál nagydíjának.

## 1959
Az első rajthelyet Stirling Moss szerezte meg Cooperjével 2 másodperces előnnyel Jack Brabham és 5,4 másodperc előnnyel a hétvégén szárnyaló Master Gregory előtt. A leglassabb Innes Ireland volt, aki 15,6 másodperccel maradt el Stirling idejétől. A versenyen Mosst nem lehetett megállítani, megnyerte a versenyt 1 kör előnnyel, ezzel 9 pontot gyűjtve. Második Master Gregory, harmadik Dan Gurney lett. Brabham kiesett. Ez nem a híresebb versenyzők hétvégéje volt: Phil Hill csak a 7. lett az időmérőn, a versenyen balesetet szenvedett. Bruce McLaren a 8. helyre kvalifikálta magát, ő
váltóhiba miatt esett ki. Tony Brooks a 10. lett a kvalifikáción, 9. lett a versenyen 5 
kör hátránnyal. Graham Hill a 15. leggyorsabb időt érte el az időmérőn, a versenyen kiesett balesetben. Ireland a 3. körben feladta a versenyt.